# 揚·彼得·巴爾克嫩德
揚·彼得·巴爾克嫩德（荷蘭語：Jan Peter Balkenende，發音：[ˈjɑn ˈpeːtər ˈbɑlkənˌɛndə] ⓘ；1956年5月7日—），荷兰政治人物，基督教民主呼籲前领袖，2002年—2010年擔任荷蘭首相。

## 简历
巴爾克嫩德是家中长子，其父是商人，其母是教师。他在艾瑟爾河畔卡佩勒读完小学，然后在Goes的一所新教教会学校读完中学。1974年至1982年，他在阿姆斯特丹自由大學攻读社会学、商业史和法律史。1992年他已经成为教授，在这里教授“基督教社会关于社会与商业的观念”。

## 政治生涯

### 首相時期
2002年大選後，由基督教民主呼籲、右翼民粹主義皮姆·佛圖因名單與自由民主人民黨組成的中間偏右聯合政府至2003年。
2003年大選後，與民主66及自由民主人民黨共同組成第二屆中間偏右的政府內閣至2006年。
2006年大選後，基督教民主呼籲與自由民主人民黨組建看守內閣至2007年。
2007年大選後，基督教民主呼籲、工黨及基督教聯盟組建聯合政府，其後2010年2月因工黨反對延遲於阿富汗派駐荷軍部隊導致聯合政府解散。至後6月9日舉行的大選，基督教民主呼籲慘敗，議席大減一半至20席，落居第四大黨。基民黨承認失敗，巴爾克嫩德辭去黨首及首相一職，但由於和工黨組閣失敗，基督教民主呼籲、自民黨及自由黨組成聯合政府，直至2012年初。

## 私人生活
1996年与女法官比安卡·霍亨代克结婚，两人育有一个女儿。